# Huyện Panchagarh
Panchagarh là một huyện thuộc division Rangpur, Bangladesh. Huyện này có diện tích 1405 km², dân số năm 2002 là 829374 người, mật độ dân số là 590 người/km².